# 一六日
一六日（いちろくび）とは、毎月、日付の下1桁の数字が1と6の日である。つまり、毎月1日・6日・11日・16日・21日・26日であるが、グレゴリオ暦への改暦後にのみ生じる31日は含めない。
単に一六、あるいは明治には一六どんたく（どんたくは休日の意味）とも言った。「じゅうろくにち」（16日（間））と区別するため一・六日とも書く。

## 一六日の慣習
江戸時代から明治初期まで、休日、稽古日、寄合日、講釈日などに当てられた。
明治政府も当初は一六日を官公庁の休日とした。明治元年1月21日（1868年2月14日）、参与の一員万里小路博房の達に始まり、以降多少の例外が都度定められたが原則的に一六日を休日としていた。しかし1876年（明治9年）4月より、一六日の休日を廃し、日曜日を休日、土曜日を半休とした（明治9年3月12日太政官第27号達）。
まもなく民間もこれに倣い、一六日の休日は姿を消した。1880年（明治13年）を舞台にした森鷗外の小説『雁』には、裁縫の師匠が一六に休むという叙述がある。